# Argos Amphilochium
Pour les articles homonymes, voir Argos.
Argos Amphilochium, en grec ancien : Ἄργος τὸ Ἀμφιλοχικόν, est une ville de la Grèce antique en Acarnanie. Elle était située sur le golfe d’Ambracie.
Selon la légende, elle fut fondée par Amphiloque fils d'Amphiaraos.

## Source
Cet article comprend des extraits du Dictionnaire Bouillet. Il est possible de supprimer cette indication, si le texte reflète le savoir actuel sur ce thème, si les sources sont citées, s'il satisfait aux exigences linguistiques actuelles et s'il ne contient pas de propos qui vont à l'encontre des règles de neutralité de Wikipédia.